# Giovanni Brunero
Giovanni Brunero (San Maurizio Canavese, 4 de outubro de 1895 – Ciriè, 23 de novembro de 1934) foi um ciclista italiano. Atuou profissionalmente entre 1919 e 1929.
Foi o vencedor do Giro d'Italia em 1921, 1922 e 1926 .